# 外丸尚人
外丸 尚人（とまる なおと、1972年4月5日 - ）は、日本の元サッカー選手。現役時代のポジションはディフェンダー。

## 来歴
FC町田ユースでは小池大樹と同期。1990年のクラブユース選手権では準優勝を経験した。
1991年に小池と共に日本サッカーリーグ2部の読売ジュニオールに加入。ユース年代まではフォワードを務めていたが、長身を買われてディフェンダーにコンバートされると、同年8月18日に行われたJSLカップ1回戦のトヨタ自動車戦で公式戦デビュー。JSL2部では9月8日に行われた第1節のNTT関東戦でデビューすると、1992年3月28日に行われた第28節のヤンマーディーゼル戦で初得点を決めた。
1992年、読売ジュニオールが日本プロサッカーリーグのヴェルディ川崎のサテライトチームとして再編されたことに伴い、同クラブに加入。V川崎でも引き続きディフェンダーとしてプレーし、1993年10月から1994年2月にかけて行われたアジアクラブ選手権1993-94では2試合に出場したが、リーグ戦出場の機会はなく、1994年シーズンの開幕前に退団した。

## 個人成績
| 国内大会個人成績 | 国内大会個人成績 | 国内大会個人成績 | 国内大会個人成績 | 国内大会個人成績 | 国内大会個人成績 | 国内大会個人成績 | 国内大会個人成績 | 国内大会個人成績 | 国内大会個人成績 | 国内大会個人成績 | 国内大会個人成績 |
| 年度             | クラブ           | 背番号           | リーグ           | リーグ戦         | リーグ戦         | リーグ杯         | リーグ杯         | オープン杯       | オープン杯       | 期間通算         | 期間通算         |
| 年度             | クラブ           | 背番号           | リーグ           | 出場             | 得点             | 出場             | 得点             | 出場             | 得点             | 出場             | 得点             |
| 日本             | 日本             | 日本             | 日本             | リーグ戦         | リーグ戦         | リーグ杯         | リーグ杯         | 天皇杯           | 天皇杯           | 期間通算         | 期間通算         |
| ---------------- | ---------------- | ---------------- | ---------------- | ---------------- | ---------------- | ---------------- | ---------------- | ---------------- | ---------------- | ---------------- | ---------------- |
| 1991-92          | 読売Jr           |                  | JSL2部           | 23               | 1                |                  |                  |                  |                  |                  |                  |
| 1992             | V川崎            | -                | J                | -                | -                | 0                | 0                |                  |                  |                  |                  |
| 1993             | V川崎            | -                | J                | 0                | 0                | 0                | 0                |                  |                  |                  |                  |
| 通算             | 日本             | 日本             | J                | 0                | 0                | 0                | 0                |                  |                  |                  |                  |
| 通算             | 日本             | 日本             | JSL2部           | 23               | 1                |                  |                  |                  |                  |                  |                  |
| 総通算           | 総通算           | 総通算           | 総通算           | 23               | 1                |                  |                  |                  |                  |                  |                  |